# 吸引力法則
吸引力法則是新思維運動（或译为“新思想運動”）的一種概念，認為人際關係可通過正面或負面想法，從而得到正面或負面的結果。吸引力法則亦泛指吸引具有類似思想的人，同時又被對方吸引的過程，是一個相互吸引的過程，而不僅僅是一個思想對另一個思想的影響。換言之，兩個具有相似心態的人會彼此吸引。從結果上看，思想對事物有著很大的吸引力，但是我們也可以看做是事物隨著人的變化而變化。這種信念是基於人們的一個想法，他們的想法都從“純粹的能量”而成，這信念就好像一種力量吸引另一種力量。
支持這說法的其中一個例子是，如果一個人打開信封期待看到的帳單，那「吸引力法則」便會“認同”這想法並且在打開信封後會見到帳單。當一個人決定了，而不是預期了支票出現的可能，根據相同法則，那個人會發現一張支票而非帳單。雖然在一些情況下，積極或消極的態度會產生相應的結果（主要是安慰劑效應和反安慰劑效應的作用），但這裡沒有「吸引力法則」的科學實驗依據，甚至有不少反例。

## 歷史溯源
湯瑪斯·特洛沃德是新思維運動的重大影響力人物，他聲稱思想先於物理形態，以及「動作思維是殖根於細胞核，如允許生長不受干擾，最終將會吸引到自己所有必要條件外在的可見形式的表現」。
新思維運動的英文作家詹姆斯·艾倫從1901至1912年寫下一系列的書籍及文章，之後他的妻子莉莉 (Lilly) 繼續他的工作。艾倫的著名作品是1902年的《如人類怎樣思量》。
1906年，威廉·沃克·艾金森（1862年-1932年），用他的新思維運動的書中一個詞組，在思維世界裡的思想震動或吸引力法則，指出「物以類聚」。隨後一年，新思維運動雜誌《鸚鵡螺》的主編伊麗莎白·湯，發表了布魯斯·麥倫的《成功神學》一書中，成功透過思想力，他總結的原則是「你是你所想，而不是你認為自己是甚麼」。
在華萊士·D.·沃特爾斯也奉行類似的原理—簡單地相信你的渴望的對象和重點，它會引導到該事物或順利達至該目標（華萊士在書中的前言和後來的章節中稱他的前提主幹是從印度教的一元論角度，指上帝提供了一切，我們能專注並傳遞的東西）。書中還指負面思想會顯示負面的結果。理查德·魏斯在他的書中指出，「成功的美國神話」指「不抵抗」的原則，是一種流行的新思維運動的概念，並教導如何與吸引力法則的結合。
伊斯瑞·瑞格德出版了許多以吸引力法則作主題為普遍法律的書籍，他在1937年的作品《真正治療藝術：禱告機制與吸引力法則的自然操作之專題論文》，教導集中在靜心技巧，幫助心靈學習身體及精神層面的自療。瑞格德進一步指吸引力法則不僅是吸引身體健康的有效方法，亦能改善個人的任何方面。